# Cyathea halonata
Cyathea halonata là một loài dương xỉ trong họ Cyatheaceae. Loài này được R.C. Moran & B. Øllg. mô tả khoa học đầu tiên năm 1999.